# Þjalar-Jóns saga
Þjalar-Jóns saga también Jóns Saga Svipdagsson ok Eirekr forvitna (la saga de Jón hijo de Svipdag y Eirek el curioso) es una de las sagas caballerescas aunque también por su contenido se la ha clasificado como una de las sagas de los tiempos antiguos, posiblemente compuesta hacia el siglo XIV. La obra mezcla gran cantidad de temas y argumentos: el rescate de la doncella, el invitado desconocido de invierno, un anillo mágico (draupnir en la mitología éddica), el retrato de la amante lejana, la reunión con nobles enanos, el usurpador del trono, el asesinato del padre del héroe, el exilio del héroe en su juventud, o la mujer lobo que lame a un niño cubierto de miel. La trama es curiosa y digna de estudio, pues se centra no en uno, sino dos héroes: el príncipe Eiríkr de Valland y Jón (el misterioso invitado de invierno). La búsqueda de la doncella prometida, la venganza y la lucha por el poder están parcialmente divididos en dos argumentos distintos, pero que tienen una serie de detalles y estructura literaria en común, donde héroe y ayudante intercambian sus papeles. Diversas copias han sobrevivido desde el siglo XIV hasta el siglo XIX.